# سیارک ۱۳۲۹۸
سیارک ۱۳۲۹۸ (به انگلیسی: 13298 Namatjira، نامگذاری:1998RD5) سیزده هزار و دویست و نود و هشتمین سیارک کشف شده‌است که در ۱۵ سپتامبر ۱۹۹۸ کشف شد.
قدر مطلق سیارک برابر ۱۴٫۴۰ است.